# Библиотечный фонд
Библиотечный фонд — совокупность документов различного назначения и статуса, организационно и функционально связанных между собой, подлежащих учёту, комплектованию, хранению и использованию в целях библиотечного обслуживания пользователей библиотеки. Библиотечный фонд — это произведения печати (книги, периодические издания), а также другие документы (диафильмы, микрофильмы, электронные документы). В библиотечном фонде документы собраны не произвольно, а подобраны на основе стандартного их отбора, в соответствии с задачами библиотеки и потребностями её читателей.

## Структура библиотечного фонда

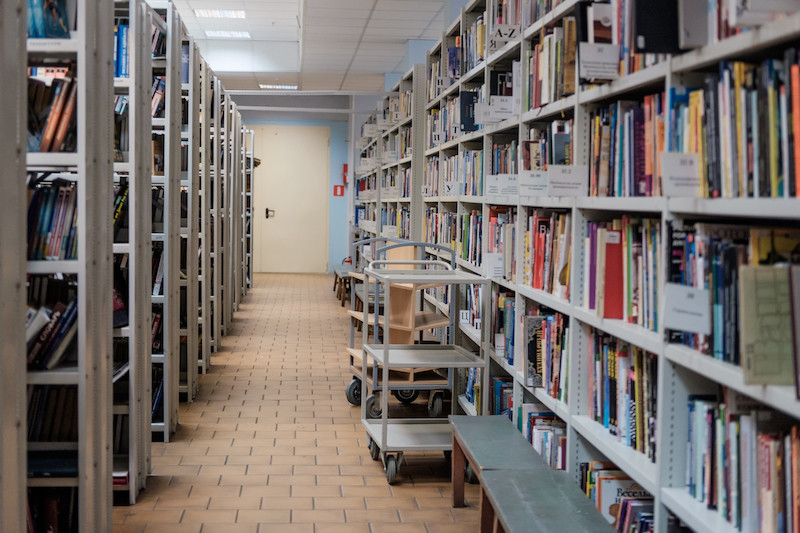
Основной фонд Центральной универсальной научной библиотеки им. Н.А. Некрасова

- Основной фонд Центральной универсальной научной библиотеки им. Н.А. НекрасоваОсновной фонд — базовая часть фондов библиотеки, содержит самый полный комплект документов по её профилю. Предназначен для постоянного (долговременного) хранения, предоставления читателям на их запрос. Может подразделяться на несколько частей — центральный фонд (фонд основного хранения) и специализированные фонды: по видам документов (фонотека, патентный фонд и др.); по содержанию документов (отраслевые, специализированной литературы, справочно-библиографический фонд, краеведческий фонд и др.); по статусу хранения (архивный фонд, фонд редких и ценных изданий, исторические и мемориальные коллекции)[2].
- Обменный фонд — вспомогательное собрание, составленное за счёт непрофильных и дублетных экземпляров, исключённых из основного фонда; а также из специально приобретённых для целей обмена документов. Обменный фонд используют для взаимного обмена с другими библиотеками, безвозмездной передачи библиотекам и другим социальным заведениям, продажи юридическим и физическим лицам[2].
- Резервный фонд — вспомогательная часть фонда библиотеки, предназначенная для пополнения основного фонда библиотеки (филиалов) в случае утраты (полного одряхления) документов, которые находятся в постоянном спросе, а также при создании новых филиалов. Учитывается в отдельном каталоге, находится в отделе книгохранения, не используется для обслуживания читателей[2].

Главные свойства библиотечного фонда — целостность, открытость, множественность, динамичность, информативность, управляемость, кумулятивность, стохастичность, гетерогенность, надёжность.

## Комплектование фонда
Комплектование фонда — отбор, заказ и приобретение документов, соответствующих функциям библиотеки, информационным потребностям и читательскому спросу.
Виды комплектования:
- текущее — наполнение фонда новыми изданиями,
- ретроспективное — приобретение изданий прошлых лет,
- рекомплектование — исключение из фонда устаревших по содержанию, ветхих, дублетных экземпляров.

## Учёт фонда
Статистический учёт фондов в России производится согласно ГОСТ Р 7.0.20–2014 «Библиотечная статистика: показатели и единицы исчисления».
Для характеристики фонда используются показатели:
- величина документного фонда,
- объём новых поступлений,
- объём выбытия,
- книговыдача,
- число читателей,
- обращаемость,
- книгообеспеченность,
- читаемость,
- темп роста.

## Библиотеки, имеющие крупнейшие фонды
- Британская библиотека (150 000 000 единиц хранения)[4]
- Библиотека Конгресса США (155 000 000 единиц хранения)[5]
- Российская государственная библиотека (42 000 000 единиц хранения)[6]
- Национальная библиотека Франции (30 000 000 единиц хранения)[7]
- Национальная библиотека Германии (23 500 000 единиц хранения)[8]
- Национальная библиотека Китая (22 000 000 единиц хранения)[7]
- Библиотека Российской академии наук (20 000 000 единиц хранения)
- Национальная библиотека Украины имени. И.Вернадского (15 000 000 единиц хранения)
- Государственная публичная научно-техническая библиотека СО РАН (14 000 000 единиц хранения)[9]
- Национальная библиотека Польши (7 900 000 единиц хранения)
- Австрийская национальная библиотека (7 400 000 единиц хранения)

## Ссылка
1. ↑  Федеральный закон от 29.12.1994 г. № 78-ФЗ «О библиотечном деле» Архивная копия от 5 января 2023 на Wayback Machine.
2. 1 2 3  Н.З. Стародубова, Е.И. Ратникова. Библиотечный фонд в терминах и определениях. Научно-практическое пособие. Архивировано из оригинала 5 декабря 2017 года.
3. ↑  Сергеева Ю.С. Библиотечное дело и библиотековедение: учебное пособие. — М.: Приор-издат, 2009. — С. 33. — 171 с. — ISBN 978-5-9512-0848-4.
4. ↑  Веб-сайт Британской библиотеки Архивная копия от 24 июля 2010 на Wayback Machine англ.
5. ↑  Годовой отчет Библиотеки Конгресса США за 2011 г. Дата обращения: 10 октября 2016. Архивировано 26 апреля 2013 года.
6. ↑  Веб-сайт Российской государственной библиотеки Архивная копия от 17 июля 2012 на Wayback Machine англ.
7. 1 2  Веб-сайт Национальной библиотеки Франции Архивная копия от 28 ноября 2007 на Wayback Machine фр.
8. ↑  Веб-сайт Национальной библиотеки Германии Архивировано 26 декабря 2010 года. англ.
9. ↑  Веб-сайт ГПНТБ СО РАН. Дата обращения: 9 сентября 2017. Архивировано 9 мая 2012 года.